# جون ملفين (مهندس معماري)
جون ملفين (بالإنجليزية: John Leonard Melvin)‏ هو مهندس معماري بريطاني، ولد في 31 أكتوبر 1935.

## وصلات خارجية
- الموقع الرسمي